# والي برايس
والي برايس (بالإنجليزية: Wally Price)‏ هو لاعب كرة قدم أسترالية أسترالي، ولد في 2 يونيو 1926 في Margaret River, Western Australia ‏ في أستراليا.

## وصلات خارجية
- والي برايس على موقع AustralianFootball.com (الإنجليزية)